# Siguinvoussé (Zimtenga)
Pour les articles homonymes, voir Siguinvoussé.
Siguinvoussé est une commune rurale située dans le département de Zimtenga de la province de Bam, dans la région Centre-nord au Burkina Faso. En 2006, la ville comptait 412 habitants, dont 53% de femmes.